# 896 Sphinx
896 Sphinx eller 1918 DV är en asteroid i huvudbältet, som upptäcktes 1 augusti 1918 av den tyske astronomen Max Wolf i Heidelberg. Den är uppkalad efter Sfinx i den grekiska mytologin.
Asteroiden har en diameter på ungefär 11 kilometer.